# Karszno
Karszno (do 1945 niem. Albrechtsdorf) – dawna wieś, obecnie dzielnica Nowego Warpna na Równinie Wkrzańskiej w województwie zachodniopomorskim, powiecie polickim.

## Historia
Karszno to dawna wieś folwarczna. W 1793 wzniesiono tu kościół, a w 1898 okazały pałac. Do dziś zachowało się kilka budynków mieszkalnych z okresu niemieckiego. W 1998 odbudowano świątynię. Osada położona jest na wschodnim brzegu Jeziora Nowowarpieńskiego, na skrzyżowaniu dróg prowadzących do Nowego Warpna i Trzebieży (droga wojewódzka nr 114) z drogą powiatową do Dobieszczyna. 

## Turystyka
Okolice to lasy Puszczy Wkrzańskiej, tereny nad Zalewem Szczecińskim atrakcyjne turystycznie. Przez Karszno prowadzi  Szlak „Puszcza Wkrzańska”.

## Zdjęcia

Karszno (Nowe Warpno)
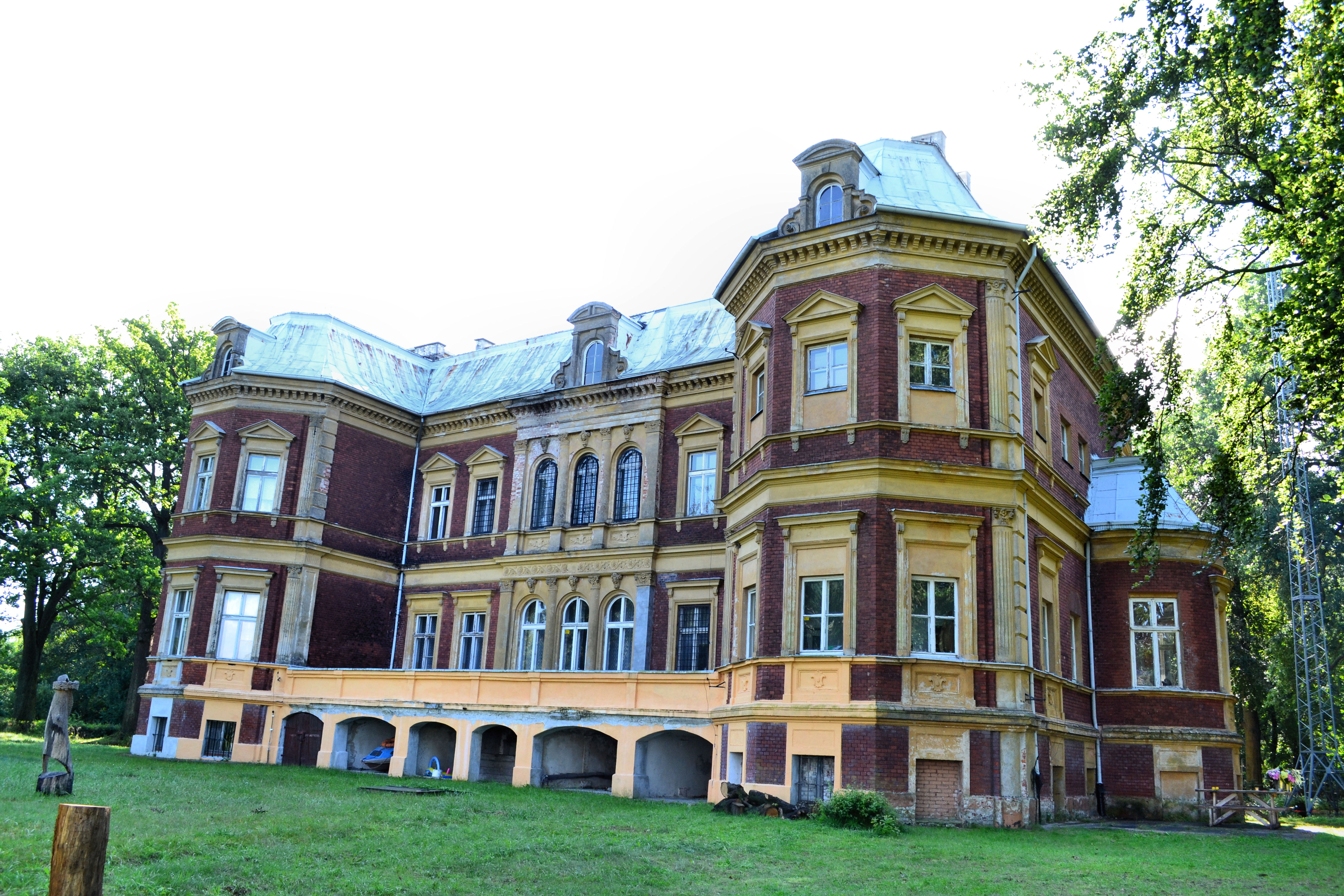
Pałac w Karsznie
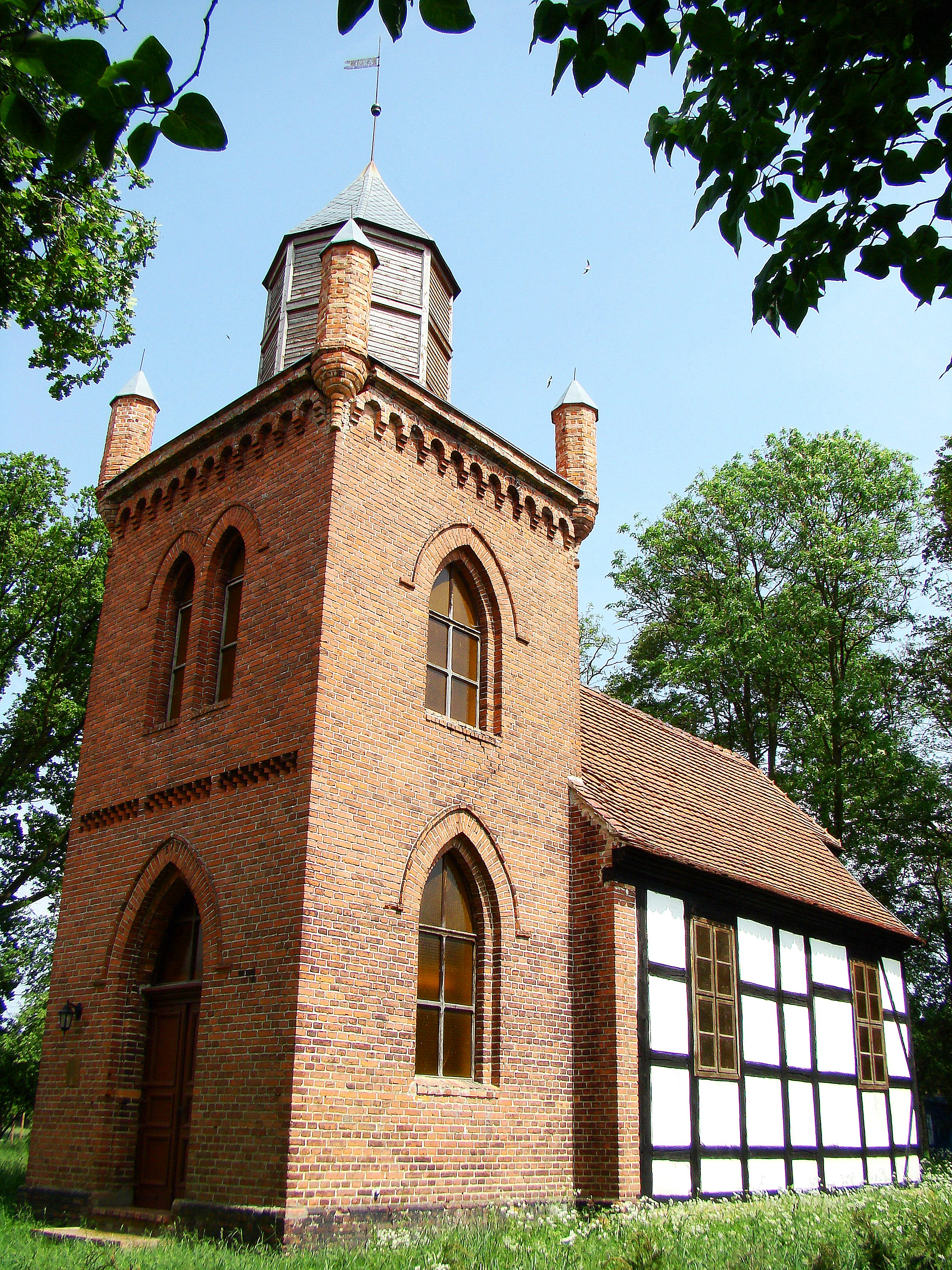
Kościół pw. św. Huberta w Karsznie
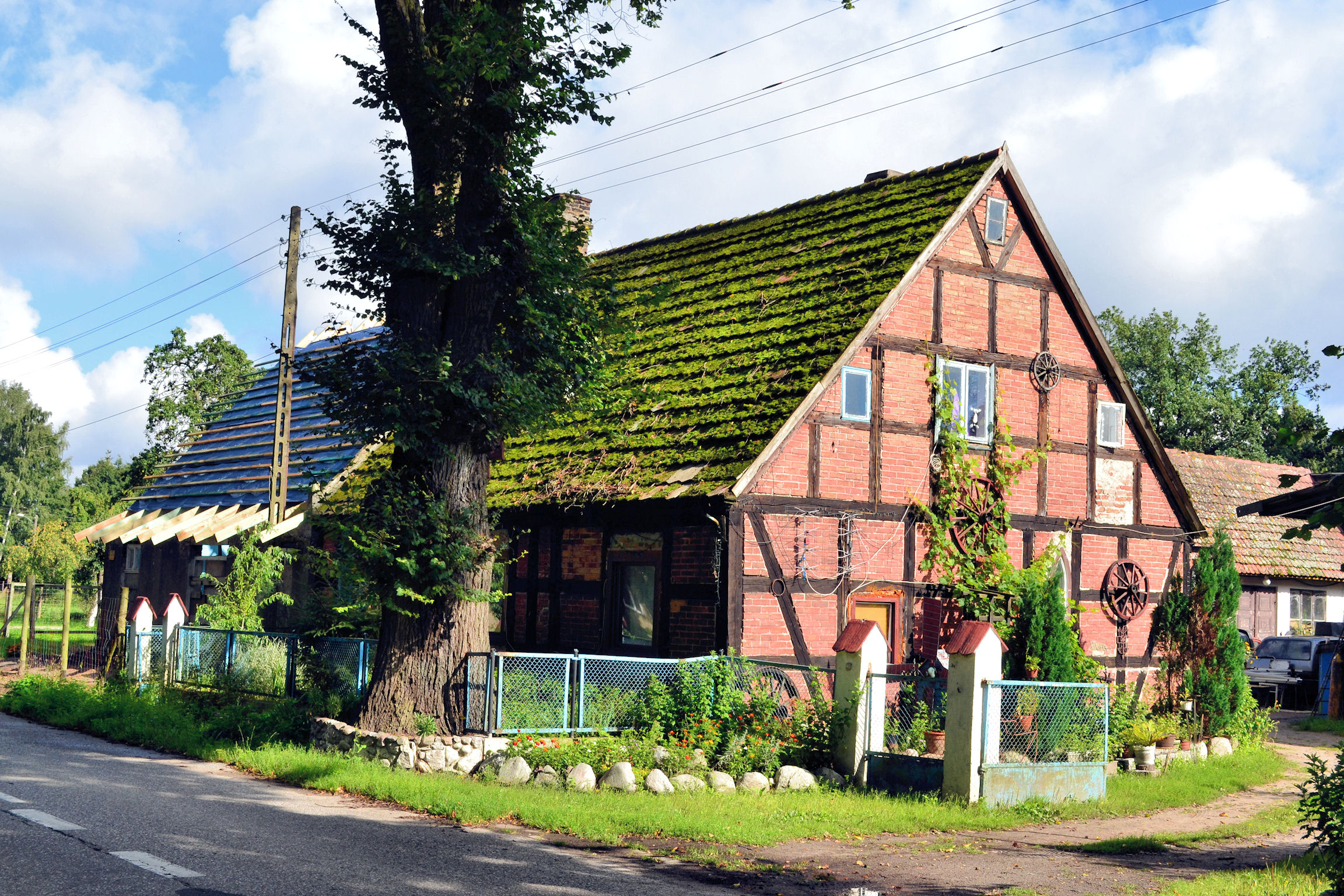
Chałupa ryglowa w Karsznie